# 무지개빛☆프리즘 걸
무지개빛☆프리즘 걸(にじいろ☆プリズムガール)는 나카하라 안가 연재하는 일본의 만화이다. 2010년 10월호부터 2014년 1월호까지 쇼가쿠칸의 챠오에 연재되었으며, 2013년 9월호부터 2014년 1월호까지 OVA 애니메이션으로 개재로 나왔다.

## 줄거리
연예 사무소의 외동딸 코히나타 니지카. 그러나 이유가 있어서 연예계에서는 외면하고 생활하고 있었다. 그런 어느 날 뜻밖에 엑스트라의 대역을 하는 하메가 되었지만 그것 때문에 무지개 걸이 연예계에 발을 들여놓게 되는 것이었다.

## 같이 보기
- 키라링☆레볼루션